# Альбринг, Вернер
Вернер Антон Оскар Вильгельм Альбринг (нем. Werner Anton Oskar Wilhelm Albring; 26 сентября 1914, Швельм, Германия — 21 декабря 2007, Дрезден, Германия) — немецкий учёный, инженер-физик, специалист по аэро- и гидродинамике.

## Биография
С 1934 по 1939 год учился в Ганноверском техническом университете, получив диплом инженера, там же в 1941 году защитил диссертацию на тему «Измерение подъёмной силы колеблющего крыла».
В 1941—1945 годах в течение двух лет он работал в качестве ассистента, а затем в должности заместителя начальника Института аэромеханики и авиационной техники в Ганновере. После окончания Второй мировой войны устроился на работу на Центральный завод в Блайхероде в Советской зоне оккупации Германии, а в 1946 году был назначен начальником отдела аэродинамики. В том же году он был со своей семьей и другими немецкими специалистами ракетчиками, как Хельмут Греттруп, перемещены силами НКВД в Советский Союз. В течение шести лет Альбринг работал в области аэродинамики в НИИ на острове Городомля на озере Селигер.
Вернер Альбринг участвовал в развитии ракетной техники, проектировании и строительстве первых ракетных пусковых установок в СССР. В июне 1951 года он вернулся в ГДР, в 1952 году был назначен ординарным профессором Технического университета Дрездена и директором вновь созданного Института механики сплошных сред. В 1979 году он вышел на пенсию. Умер и похоронен в Дрездене в 2007 году

## Труды
Основные работы посвящены исследованиям механики турбин и проблемам турбулентности:
- Kraftmessungen am schwingenden Tragflügel. Dissertation Technische Hochschule, Hannover 1940
- Aufgaben und Möglichkeiten der Strömungslehre bei der Entwicklung des Maschinenbaues. Akademischer-Verlag, Berlin 1957, ASIN B0000BFQZ9
- Elementarvorgänge fluider Wirbelbewegungen. Akademie-Verlag, Berlin 1981
- Angewandte Strömungslehre. Akademie-Verlag, Berlin, 1990, ISBN 3-05-500206-7

## Награды и звания
- член Академии наук ГДР в Берлине с 1961 года.
- член Евангелической академии исследований в Берлине с 1984 года.
- член Берлин-Бранденбург академии наук с 2004 года.
- Почётный доктор Ленинградского Технического университета (1985), Будапештского Технического университета (1991)
- награждён Национальной премией ГДР по науке и технике (1972).
- кольцо Людвига Прандтля (1995) (высшая награда Немецкого аэрокосмического общества[нем.])

## Мемуары
О своем послевоенном пребывании в СССР написал мемуары «Городомля. Немецкие специалисты по ракетной технике в России» (1991) (Gorodomlia. Deutsche Raketenforscher in Russland. Luchterhand-Verlag, Hamburg 1991, ISBN 3-630-86773-1).